# Jorge Humberto Raggi
Jorge Humberto Raggi (São Vicente, 17 febbraio 1938) è un allenatore di calcio ed ex calciatore portoghese, di ruolo attaccante.